# Pseudovadonia livida
Espèce
Pseudovadonia livida, le Lepture havanneest une espèce d'insectes coléoptères de la famille des Cerambycidae, de la sous-famille des Lepturinae

## Description
Les imagos Pseudovadonia livida ont un corps ovale allongé noir à brun-roux et peuvent atteindre une longueur de 5 à 9 millimètres. Ces petits coléoptères sont robustes et ont une tête large avec de grands yeux, une ponctuation dense et une pubescence dorée et érigée. Les antennes sont noires et robustes, légèrement plus courtes que le corps. Le pronotum est quadrillé et noir brillant, avec une ponctuation peu profonde à la surface. Le scutellum est également noir brillant. Les élytres sont brun-rougeâtre avec une suture plus foncée et arrondies au bout,.

## Biologie
La larve de P. livida se développe dans l'humus entre les racines mortes ou mourantes, et se nourrit du mycélium du champignon saprophyte Marasme des Oréades. Une fois la nymphose accomplie, l'émergence a lieu au printemps de l'année suivante,.
Les adultes sont floricoles et se retrouvent régulièrement, afin de se nourrir et de se reproduire, sur les fleurs des membres des Adoxaceae (Sambucus), des Apiaceae (Aegopodium, Chaerophyllum, Daucus, Heracleum), des Asteraceae (Achillea, Anthemis, Matricaria, Leucanthemum, Tanacetum),  familles des Cistacées (Cistus), des Dipsacées (Scabiosa), des Euphorbiacées (Euphorbia), des Hydrophyllacées (Phacélie), des Rosacées (Aruncus, Filipendula, Rosa, Rubus) et des Rubiacées (Gallium). P. livida est préférentiellement attiré par les fleurs aux couleurs jaunes et jaune fluorescent.

## Répartition
Cette espèce paléarctique se rencontre communément dans l'ensemble de l'Europe (à l'exception de la Fennoscandie), en Sibérie, au nord-ouest de la Chine, dans le Caucase, en Transcaucasie et au Moyen-Orient (Turquie, Syrie, Liban, Israël, Iran),.

## Synonymie
- Anoplodera livida (Fabricius) Hallqvist, 2005[5]
- Pseudalosterna livida (Fabricius)[5]
- Vadonia livida (Fabricius) Mulsant, 1863[5]
- Leptura livida Fabricius, 1776[5]

Pseudovadonia livida
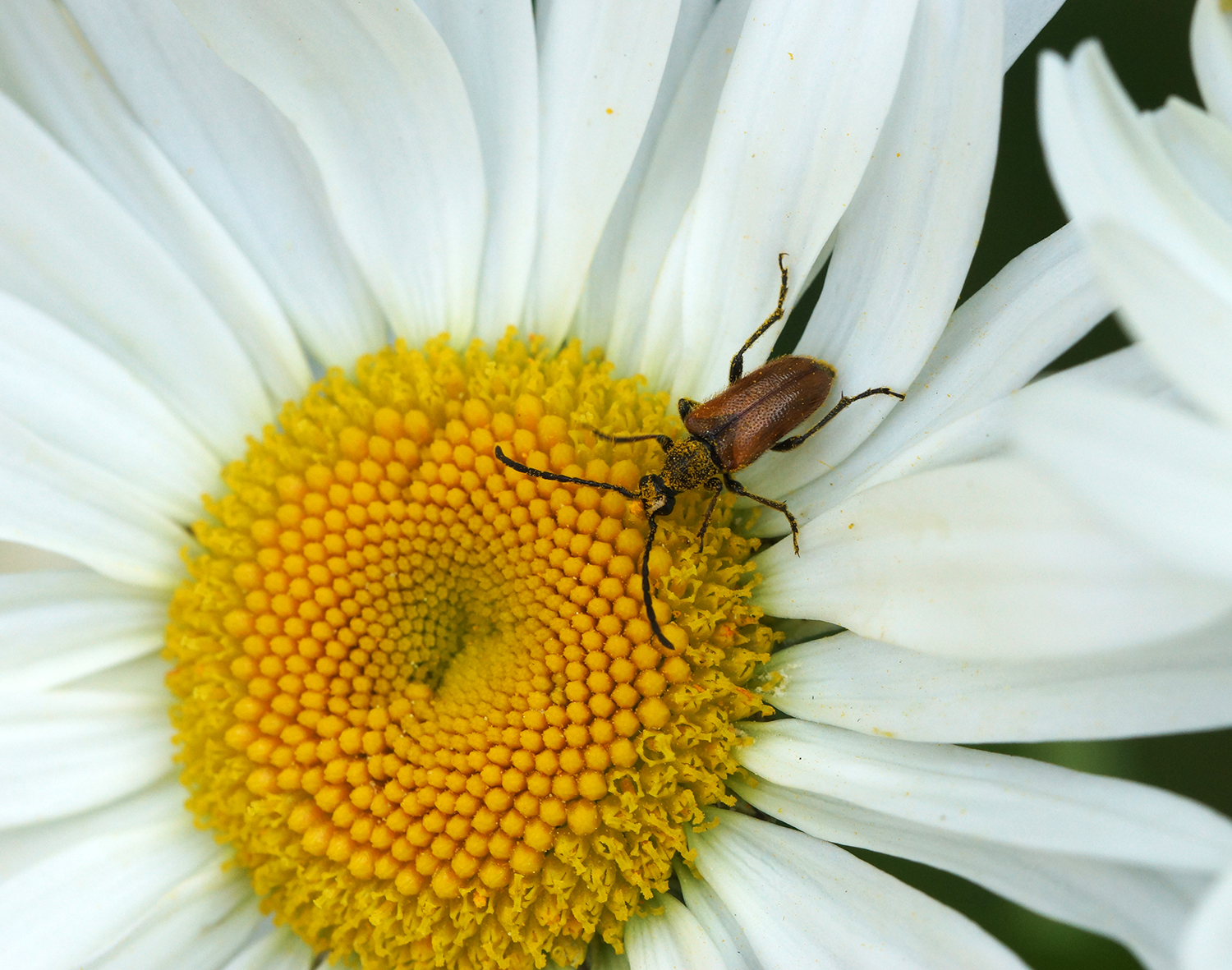
Royaume-Uni
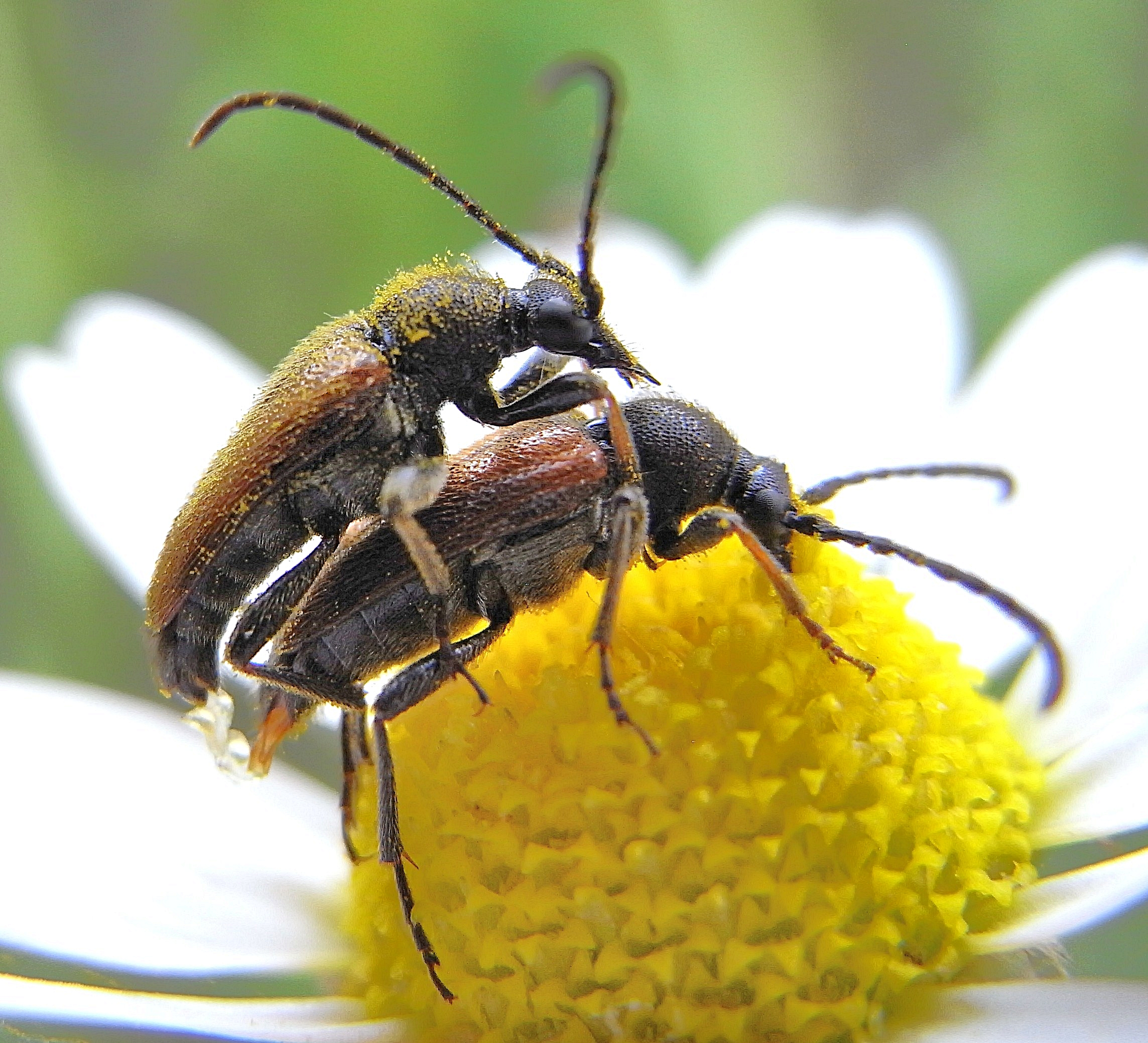
Accouplement (Hongrie)
- Accouplement (Wollenberg, Hesse, Allemagne)
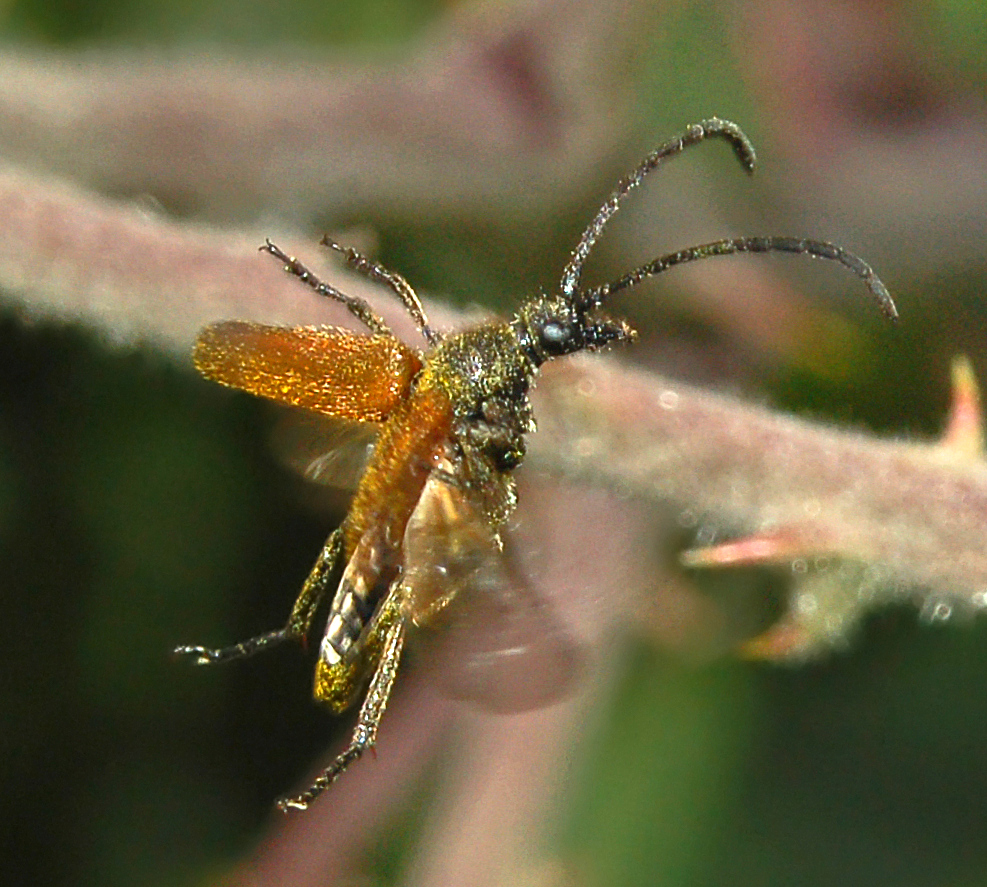
En vol (Gênes, Italie)
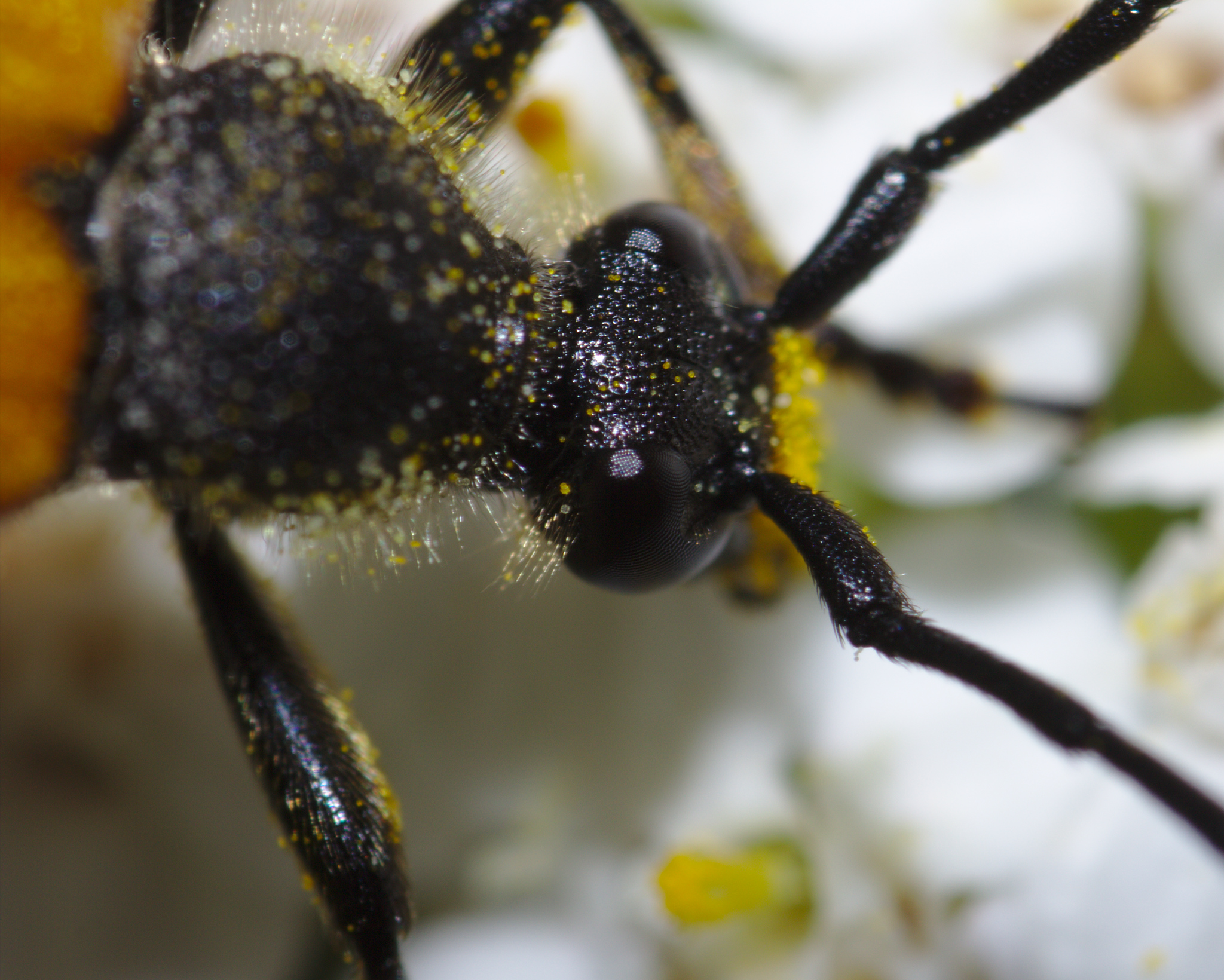
Tête (Eure, France)